# Cyril Ponnamperuma
Cyril Andrew Ponnamperuma (Galle, Sri Lanka, 16 de octubre de 1923 - Maryland, Estados Unidos, 20 de diciembre de 1995) fue un químico ceilandés especializado en la química de la evolución y el origen de la vida.

## Formación académica
Cyril Ponnamperuma nació en Galle, Sri Lanka, el 16 de octubre de 1923. Después de completar su educación primaria con honores en el Colegio St. Aloysius de Galle, y posteriormente en el Colegio San José, Colombo, Ponnamperuma se trasladó a la India y en 1948 obtuvo una licenciatura en Filosofía por la Universidad de Madras.
Más tarde se trasladó al Reino Unido y se matriculó en Birkbeck, Universidad de Londres, donde obtuvo una licenciatura en Ciencias Químicas en 1959. Al mismo tiempo tuvo la oportunidad de trabajar con el profesor John Desmond Bernal, un científico pionero dedicado a la investigación sobre el origen de la vida. Después se trasladó a Estados Unidos, donde en 1962 se doctoró en Ciencias Químicas por la Universidad de California, Berkeley, bajo la dirección del Premio Nobel Melvin Calvin.

## Carrera científica
En 1962, obtuvo un puesto de asociado de la Academia Nacional de Ciencias de Estados Unidos residente en la NASA, en el Ames Research Center. En 1963 se incorporó a la división de exobiología de la NASA y tomó las riendas de la División de evolución química. Fue seleccionado como investigador principal para el análisis del suelo lunar traído a la Tierra por el Proyecto Apolo.
A partir de entonces, estuvo involucrado estrechamente con la NASA en el programa Viking y el programa Voyager y fue miembro tanto del Consejo Consultor de Ciencias del Espacio como del Consejo Consultor de Ciencias Biológicas, ambos de la NASA.
Según Arthur C. Clarke: "Ningún otro científico de Sri Lanka fue tan conocido y respetado internacionalmente como él". Produjo más de 400 publicaciones científicas y ocupó varios cargos académicos de reconocido prestigio durante su relativamente corto período de vida.

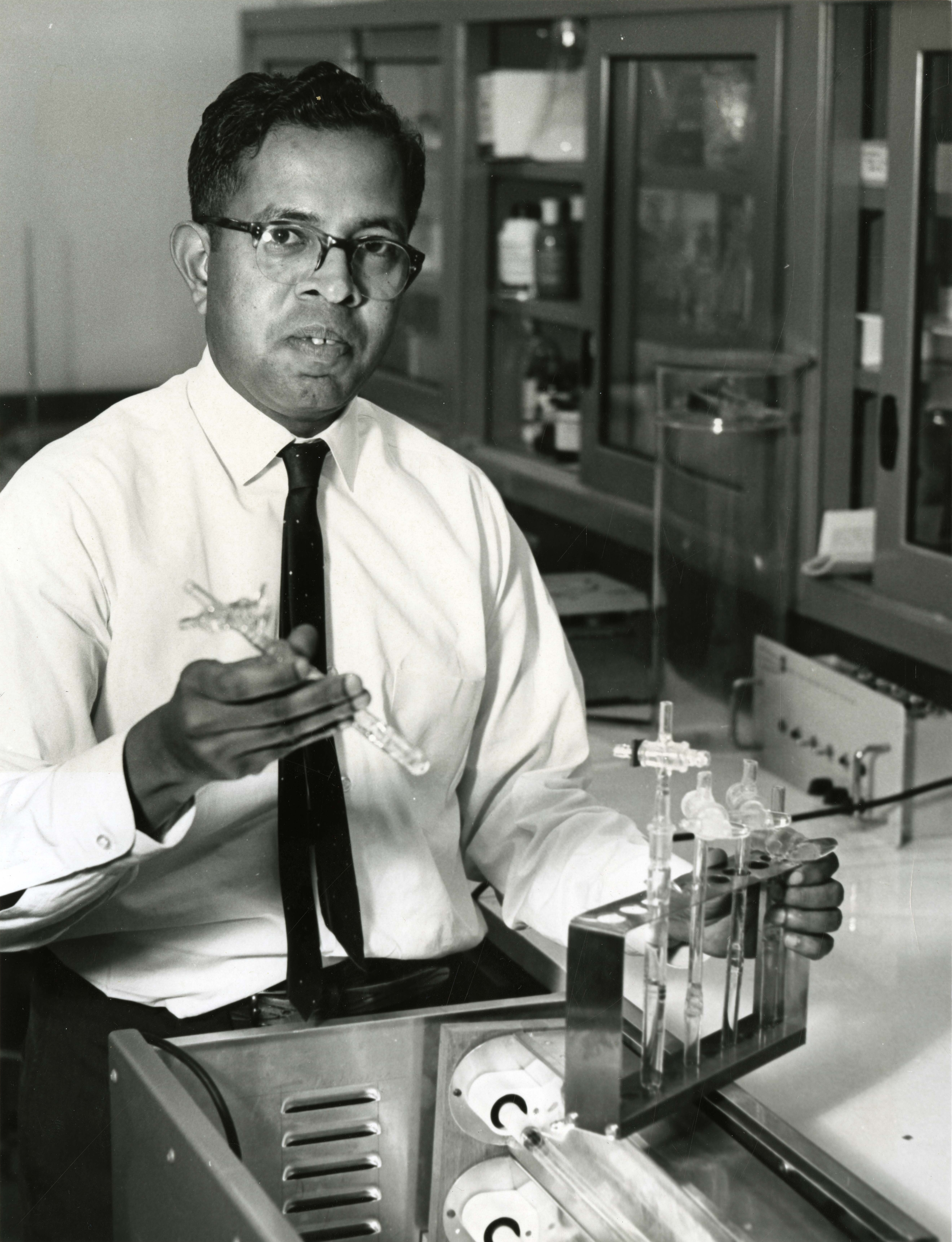
Cyril Ponnamperuma (1923-1994) de la División de Exobiología del Ames Research Center de la NASA señala el sencillo equipo de laboratorio con el que produjo artificialmente ATP, la fuente de energía para todas las formas de vida. Foto de 1963.

Sus estudios se centraron principalmente sobre el origen de la vida, pero solo después de haber sido seleccionado para el análisis del polvo lunar del "Programa Apolo" su nombre e imagen aparecieron en la portada de periódicos y revistas de primera clase mundial como Time y Newsweek.

## Cargos científicos y honoríficos
La "Academia de Ciencias del Tercer Mundo" (TWAS), con sede en Trieste, Italia, lo eligió como su vicepresidente en 1989 y lo nombró Presidente de la Red Internacional de Centros de Ciencia en determinados países en desarrollo. Él contribuyó inmensamente a la Fundación del Tercer Mundo de América del Norte como su Presidente.
Fue el primer director del "Centro Arthur C. Clarke de Tecnologías Modernas" en Sri Lanka, y en 1984 fue nombrado asesor científico del presidente de Sri Lanka por el fallecido presidente Junius Richard Jayewardene. Estuvo asociado con muchas universidades en los EE. UU. y otros países. Ejerció como profesor distinguido de la Academia Soviética de las Ciencias y de la Academia de Ciencias de China durante un período considerable.
La Comisión de Energía Atómica de la India le ofreció un trabajo como profesor visitante en 1967. La UNESCO lo designó para el período 1970-1971 como Director del Programa para el desarrollo de la investigación básica en Sri Lanka. Desde 1971 continuó sus trabajos en la Universidad de Maryland en los EE. UU. como profesor de Química, así como director del laboratorio de evolución química.

## Premios y distinciones
Entre los numerosos premios que recibió el profesor Ponnamperuma se puede mencionar la "Medalla de Oro Alexander Oparin" por el "Mejor Programa sostenido" sobre el origen de la vida, otorgado por la Sociedad Internacional para el estudio del origen de la vida, en 1980. En reconocimiento por su servicio a Sri Lanka, le fue conferido el premio "Vidya Jyothy" en la ceremonia de investidura del Día Nacional de 1990 por el presidente Ranasinghe Premadasa.
Fue nominado a la Academia Pontificia de las Ciencias, organismo representado por científicos de renombre mundial que hayan destacado en el ámbito de las ciencias matemáticas y experimentales.
La Academia de Tareas Creativas, de Moscú, le otorgó el Premio Harold Urey y la Medalla de la Academia por su destacada contribución al estudio del origen de la vida.
Su participación en el ámbito científico de Sri Lanka comenzó en 1984, cuando se convirtió en el asesor científico del presidente de Sri Lanka, J. R. Jayewardena. En cuestión de meses, fue nombrado director del Instituto de Estudios Fundamentales.
Murió el 20 de diciembre de 1995, poco después de sufrir un ataque al corazón en el Laboratorio de Evolución Química de la Universidad de Maryland, EE. UU. Sus restos fueron trasladados a Colombo el 9 de enero de 1996.